# Uppsala läns mellersta domsaga
Uppsala läns mellersta domsaga var en domsaga i Uppsala län. Den bildades 1715, fick detta namn 1853, och upplöstes den 1 januari 1927 (enligt beslut den 11 juni 1926) då den uppgick Uppsala läns södra domsaga.
Domsagan lydde under Svea hovrätts domkrets.

## Härader
- Bälinge härad, Vaksala härad, Rasbo härad, Ulleråkers härad, Hagunda härad och Lagunda härad

## Tingslag
Den 1 januari 1904 (enligt beslut den 7 december 1900 och den 17 april 1903) bildades Tiunda tingslag genom samgående av Bälinge tingslag, Hagunda tingslag, Rasbo tingslag, Ulleråkers tingslag och Vaksala tingslag.

### Till 1904
- Bälinge tingslag
- Hagunda tingslag
- Lagunda tingslag
- Rasbo tingslag
- Ulleråkers tingslag
- Vaksala tingslag

### Från 1904
- Lagunda tingslag
- Tiunda tingslag

## Häradshövdingar
- 1715–1716 Johan Scheffer
- 1716–1745 Johan von Scheffer
- 1746–1773 Peter Gråsten
- 1773–1789 Johan Brandt
- 1789–1805 Per Borup
- 1806–1833 Nils Suneson
- 1833–1849 Jakob Spens
- 1850–1871 Gustaf Östberg
- 1871–1899 Bengt Arwidsson
- 1900–1927 Axel Olivecrona